# アウンサンスーチーのシュエダゴン・パゴダ演説

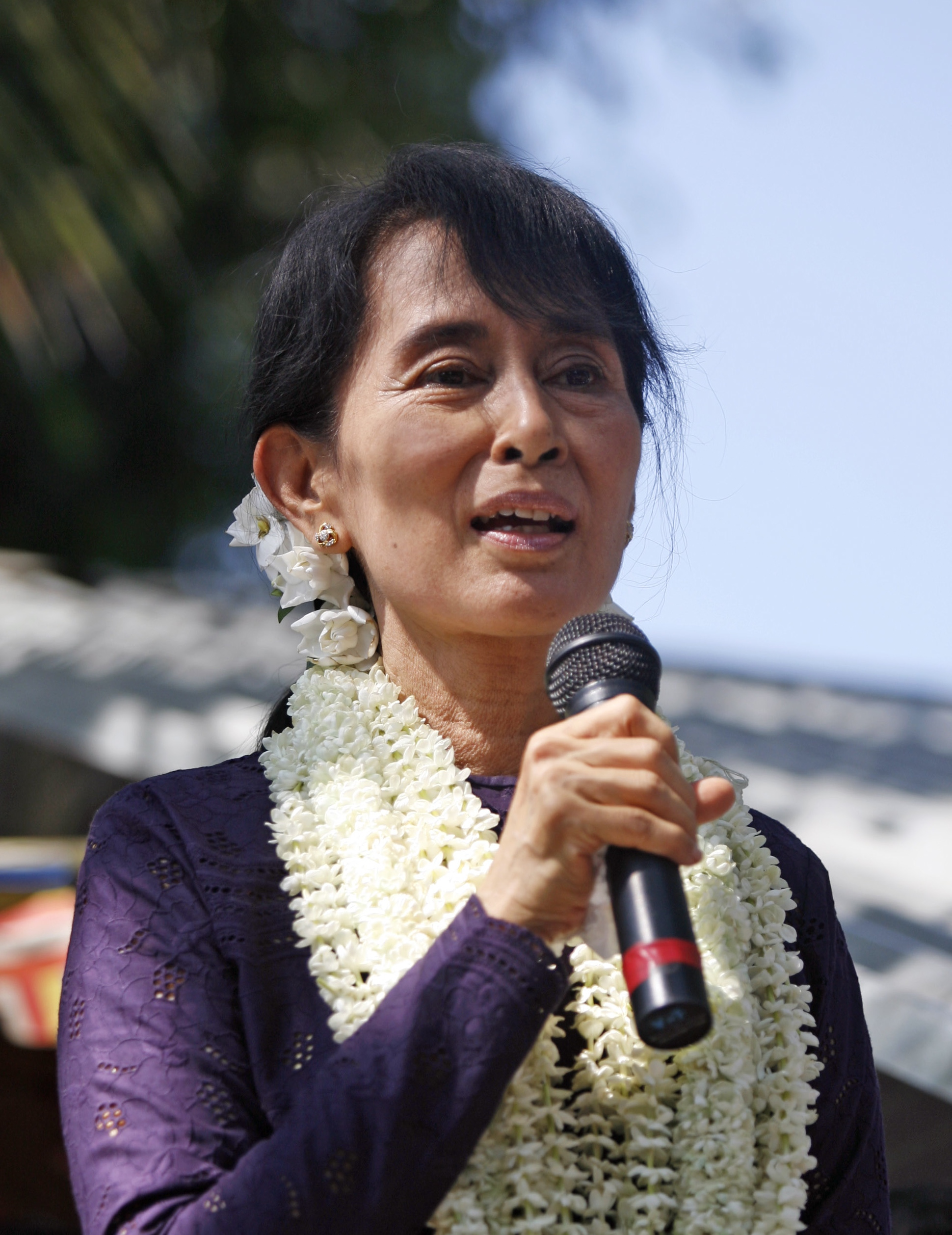
アウンサンスーチー（2011年）

アウンサンスーチーのシュエダゴン・パゴダ演説（アウンサンスーチーのシュエダゴン・パゴダえんぜつ）。1988年8月26日、アウンサンスーチーがシュエダゴン・パゴダで行った演説について詳述する。

## アウンサンスーチーと政治
アウンサンスーチーがミャンマーの政治、および国際舞台に登場したのは、8888民主化運動の最中の1988年8月26日、シュエダゴンパゴダで50万人とも言われる聴衆の前で演説した時である。それまでスーチーが政治に興味あったか否かについては諸説あるが、子供時代は駐印大使だった母親のキンチーに付き添って公式・非公式さまざまな会合に出席した経験があり、デリー大学・スリラム・カレッジとオックスフォード大学セント・ヒューズ・カレッジ哲学政治経済学部（PPE）では政治学を学んでいる。ただし、学生時代に政治活動をした形跡はなく、国連勤務時代にも政治に関与した形跡はない。ただ、マイケル・アリスと結婚する前に、以下のような内容の手紙を送っており、政治にまったく関心がなかったというわけではないようである。
8888民主化運動が始まっても、しばらくスーチーは静観していた。ジャーナリストのウィンティン、映画監督のモートゥー、そして元海軍中尉で作家のマウンタウカの3人が、スーチーの自宅を訪れ、民主化運動に加わるよう説得したが、スーチーは首を縦に振らなかった。しかし、7月23日、ネ・ウィンがビルマ社会主義計画党（BSPP）議長を辞任すると、スーチーは衝撃を受け、民主化運動に加わる決心をしたと、のちに夫のアリスは回想している。件の3人が3回目の訪問をした際、スーチーは民主化運動に加わることに同意した。スーチーの相談役はオンミン（Ohn Myint）という、アウンサンの友人でもあった元ジャーナリストだった。
しかし、スーチーはすぐには行動を起こさず、まず、中立的立場から政府と抗議者たちの仲介役を務めたいと申し出た。8月15日、スーチーは、ウー・ヌ元首相、ウィンマウン元大統領と連名で、政府と抗議者の調停を行う人民諮問委員会の設置を要請する書簡を政府に送った。しかし、この要請は無視され、ネ・ウィンと非公式に会談を行う要請も無視された。この段になってようやく、スーチーは抗議活動に加わる決心をした。しかしそれでも慎重姿勢は崩さず、最初の公の演説の前に、スーチーは、当時法務大臣を務めていたティンアウンテインと密かに会談し、彼を通してネ・ウィンに演説の承認を求め、その際、「政治的野心」も「隠れた意図」もないことを保証した。ティンアウンテインは、公の場でネ・ウィンについて言及したり、批判したりしないよう助言したのだという。また、スーチーは、セインルインの辞任を受けて大統領に就任したマウンマウンとも秘密裏に面会し、政治活動を開始する旨を告げた。マウンマウンはキンチーの弁護士を務めてたことがあり、旧知の仲だった。マウンマウンは、政治活動のリスクを説明し、「おそらく苦しむことになるだろう」と優しく警告、また「自分は政府関係者であるため、今後、気軽に会うのは難しいだろう」とも告げたのだという。2人は友好的に別れ、その後、2度と会うことはなかった。
8月24日、スーチーは、マウンタウカと有名女優のキンティダートゥン（Khin Thida Htun）に伴われて、ヤンゴン総合病院の外に設けられた仮設演壇に立って初めての演説を行った。その内容は、自身の政治関与に関する噂を認め、民主化への希望を表明し、2日後にシュエダゴン・パゴダで行われる自身の演説を聞きにくるように呼びかけたるもので、何度も「規律」という言葉を連呼した。
しかし、スーチーがティンアウンテインとの会談で伝えた「演説」はこの演説のみで、シュエダゴン・パゴダの演説については伝えていなかった。

## シュエダゴン・パゴダの演説

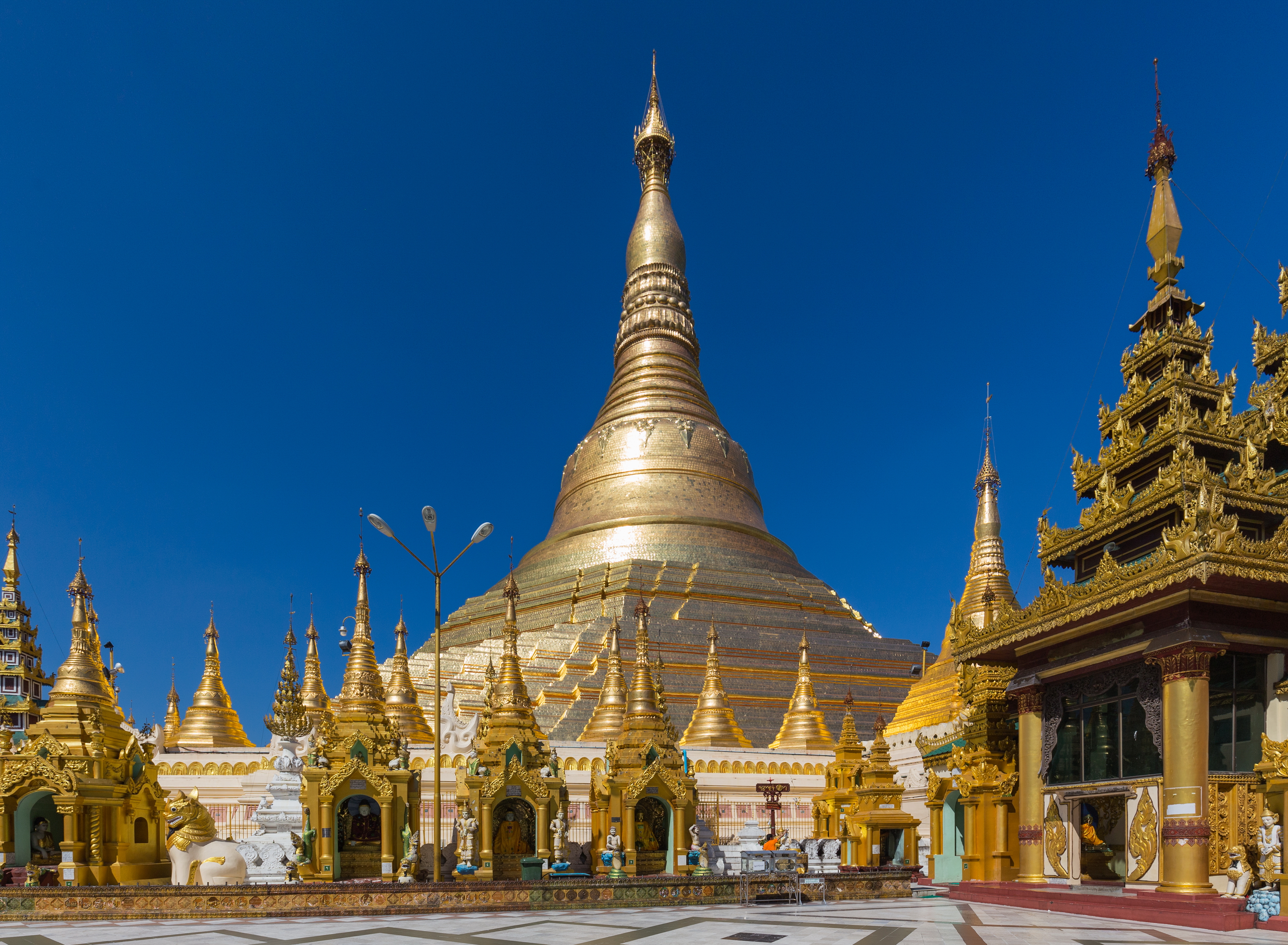
シュエダゴン・パゴダ

スーチーの演説は8月26日午前10時に始まる予定で、前日の午後からシュエダゴン・パゴダ西側の広場に寝袋持参で人々が集まり始め、開始予定時刻には約50万人に膨れあがっていた。しかし、会場に爆弾が仕掛けられたという噂が立ち、開始は遅れた。
午前11時頃、ようやくスーチーが姿を現した。あまりにも多くの人々が集まったため、スーチーを乗せた車は集会場所の外で止まらなければならず、彼女は耳をつんざくような拍手と歓声の中、残りの距離をステージまで歩いていった。ステージの上にはアウンサン将軍の巨大肖像画と第ニ次世界大戦の抵抗旗が掲げられていた。有名な映画俳優・トゥンエーがスーチーを紹介し、演説が始まった。最初は僧侶と国民への挨拶、次に殺害された学生たちを追悼して聴衆に1分間の黙祷を求めた。そして、複数政党制や民主主義について軽く触れた後、最初に話題にしたのは自らの出自だった。これは、国防省情報局（DDSI）によるものと思われる、イギリス人と結婚したスーチーを中傷するビラが街中で配られていることに対する反応だった。
次にスーチーは、以下のような父親の言葉を引き合いにして、自分が政治に参加した理由を説明した。それは、父親も自分も権力には興味はなかったが、父親が志したミャンマーの民主主義が危機的状況に陥っているのに無関心でいられなくなり、やむを得ず立ち上がったというものだった。そして、スーチーはそれを「第2の独立闘争」と呼んだ。
これはスーチーの後継者宣言であり、同時に、その著書『ビルマとインド: 植民地主義下の知的生活のいくつかの様相（Burma and India Some Aspects of Intellectual Life under Colonialism）』の中で述べた、「ミャンマーの発展が遅れた理由は、伝統文化に固執して、優れた西洋文化を取り入れることに失敗したから」というスーチーの信念に依っていた。スーチーは民主主義こそ東西文明の融合を果たす手段だと信じていた。

さらに、スーチーは、父親がミャンマー軍（以下、国軍）の創設者だが、その国軍と国民との間に不和が生じていることを嘆き、再び父親の言葉を引用して、国軍は「国民の名誉と尊敬を集める軍隊」であるべきで、国民に「国軍への愛情を失わないように」と訴えた。
後年の国軍との激しい対立を考えれば、いささか奇妙にも思えるが、これは国軍から離反者が出ることを期待してのものと考えられる。
その後、演説は、自分の裏にはなんら権力者がいないこと、複数政党制を要求すること、多数派のビルマ族は少数派に寛容であるべきこと、規律を重視することを訴えて終わった。演説時間は約30分。後年、ミャンマーの歴史を変えた名演説とも評されているが、現場に居合わせた外交官の藤田昌宏によると、スピーカーの出力が弱くて演説内容が聞き取りにくく、壇上のスーチーも原稿を淡々と読みあげるばかりで迫力がなく、精彩を欠いていたのだという。

しかし、やはり現場に居合わせた、『エーヤワディー』紙創設者・アウンゾーによると、演説が進むにつれ、スーチーは確実に人々の心を掴んだということである。
集会が終わった途端、激しい雨が振り始めた。

## 演説をテーマにした創作
リュック・ベッソン監督の2011年の作品『The Lady アウンサンスーチー ひき裂かれた愛』では、ミシェル・ヨーがアウンサンスーチーを演じ、シュエダゴン・パゴダの演説を全編ミャンマー語で演じている。